# Terroles
Terroles ist eine französische Gemeinde mit 14 Einwohnern (Stand 1. Januar 2022) im Département Aude in der Region Okzitanien. Sie gehört zum Kanton La Haute-Vallée de l’Aude und zum Arrondissement Limoux. 

## Lage
Das Gemeindegebiet ist Teil des Regionalen Naturparks Corbières-Fenouillèdes.
Nachbargemeinden sind Saint-Polycarpe im Norden, Belcastel-et-Buc im Nordosten, Missègre im Osten, Valmigère im Südosten, Peyrolles im Süden und Véraza im Westen.

## Bevölkerungsentwicklung
| Jahr      | 1962 | 1968 | 1975 | 1982 | 1990 | 1999 | 2006 | 2015 | 2017 |
| --------- | ---- | ---- | ---- | ---- | ---- | ---- | ---- | ---- | ---- |
| Einwohner | 35   | 34   | 23   | 31   | 22   | 15   | 16   | 16   | 17   |